# Камчик (перевал)
Камчик (узб. Kamchiq dovoni; рос. Камчик) — гірський перевал, через Курамінський хребет, розташований на сході Узбекистану, на півночі межує з Киргизією на півдні з Таджикистаном. Перевал є єдиним наземним шляхом для автотранспорту між Ташкентською областю і Папським районом Наманганської області Ферганської долини, що починається відразу після Ангренського району. Перевалом прямує автострада Ташкент — Ош. Максимальна висота перевалу досягає 2268 метрів над рівнем моря.
Перевал є стратегічно важливим для економіки Узбекистану, так як забезпечує основну частину транспортного і пасажирського сполучення зі столиці Узбекистану в три густонаселених області Ферганської долини — Наманганську, Андижанську і Ферганську, по основній автостраді (A373) через перевал курсує близько 10-15 тис. машин щодоби.
На різних відрізках автостради є небезпека сходу лавин. З цієї причини небезпечні зони перевалу до недавнього часу контролювалися силами пошуково-рятувальних загонів «Камчик», ДАК «Автойул», гірничорятувальної частини Держгіртехнагляду і пожежними підрозділами МВС. Сніговий покрив в районі перевалу Камчик на висоті понад 2000 м в окремі роки тримається до травня місяця і небезпека снігових лавин або зсувів зберігається до середини весни. Найкритичніші ситуації в цьому районі спостерігалися в останній раз в листопаді 2001 року, коли через швидкі наноси снігу на гірські схили при силі вітру 35 м/c зійшло декілька сильних лавин, і загинули люди. З 30 січня 2005 року перевал був закритий на три доби через сильні снігопади.
На перевалі є КПП, який розташовано у самого підйому на перевал за 2 км далі селища Чинор, де під час руху по трасі перевіряють документи перед виїздом з Ташкентської області до Наманганської. КПП є також і перед виїздом з Наманганської області Папського району до Ташкентської області, де охоронці порядку перевіряють паспорти і, в окремих випадках, вміст багажників автотранспорту.
До початку 2010-х років на перевалі Камчик зведено кілька комплексів інженерних захисних споруд — спеціальні галереї, снігозатримуючої щити, лавиновідбійні дамби і гальмуюючі клини. У вересні 2000 року на перевалах Камчик і Різак були здані в експлуатацію два тунелі загальною довжиною 2486 м.
22 червня 2016 року під перевалом відкрито залізничний Камчицький тунель завдовжки 19200 м